# Yanou
Yanou, artiestennaam van Yann Peifer (Bad Kreuznach, 6 maart 1974), is een Duits trance en eurodance dj en muziekproducent.
Hij begon halverwege de jaren 90 in een samenwerking met Michael Urgacz als Beam & Yanou. Het duo was actief tot 2001 en scoorde enkele kleine hits in Duitsland en Zwitserland met On y va, Paraiso en Sound Of Love. In 2001 brak hij door toen hij met DJ Sammy en de Nederlandse zangeres Do samenwerkte en een remix van het nummer Heaven, origineel van Bryan Adams, een hit werd in Europa. Yanou was hierna in Nederland betrokken bij de productie van nummers voor kandidaten van de talentenjacht Idols. Met DJ Manian (Manuel Reuter) en zangeres Natalie Horler vormde hij de groep Cascada die hits scoorde met onder meer de nummers Everytime We Touch en Evacuate the Dancefloor. Met Manian startte hij in 2005 het label Zooland Records. Yanou en Manian gingen zich hierna vooral richten op het remixen en produceren van nummers voor andere artiesten. In 2007 begonnen ze het project R.I.O.. Met Cascada nam hij deel aan het Eurovisiesongfestival 2013 waar Duitsland op plaats 21 eindigde.

## Hitlijsten
| Single met eventuele hitnotering(en) in de Nederlandse Top 40 | Datum van verschijnen | Datum van binnenkomst | Hoogste positie | Aantal weken | Opmerkingen                                                                 |
| ------------------------------------------------------------- | --------------------- | --------------------- | --------------- | ------------ | --------------------------------------------------------------------------- |
| Heaven                                                        | 2001                  | 09-02-2002            | 16              | 16           | & DJ Sammy Feat. Do / Dancesmash op Radio 538 / Nr. 12 in de Single Top 100 |
| Heaven (Yanou's Candlelight Mix)                              | 2003                  | 11-01-2003            | 5               | 13           | & DJ Sammy Feat. Do                                                         |
| Brighter Day                                                  | 2009                  | 10-10-2003            | 28              | 5            |                                                                             |
| On And On                                                     | 2002                  |                       | tip15           |              |                                                                             |
| 25 lightyears away                                            | 2013                  |                       | tip5            |              |                                                                             |